# Cantó d'Ausança
El cantó d'Ausança és un cantó francès del departament de Cruesa, situat al districte de Lo Buçon. Té 12 municipis i el cap és Ausança.

## Municipis
- Ausança
- Brossa
- Bussiéra Novela
- Chàrd
- Charoms
- Chastelar
- Lo Compàs
- Dontrés
- Lion las Monjas
- Los Març
- Ronhac
- Sermur

## Història
| Data d'elecció                           | Identitat       | Partit        | Qualitat |
| ---------------------------------------- | --------------- | ------------- | -------- |
| 1967-1979                                | Fernand Gory    | PS            |          |
| 1979-1992                                | Yves Parry      | Divers droite |          |
| 1992-2004                                | André Vénuat    | PS            |          |
| 2004-                                    | Valérie Simonet | UMP           |          |
| les dades anteriors no són pas conegudes |                 |               |          |
|                                          |                 |               |          |

## Demografia
| 1962  | 1968  | 1975  | 1982  | 1990  | 1999  | 2006  |
| ----- | ----- | ----- | ----- | ----- | ----- | ----- |
| 4.856 | 5.193 | 4.809 | 4.465 | 3.956 | 3.496 | 3.518 |